# کپسول (بافت‌شناسی)
کپسول (به انگلیسی: capsule) یا پوشینه در بافت شناسی در این مورد به کار می‌رود : غشا یا پوشش یا ساختار دیگری که بافت یا اندامی را دربر می‌گیرد مانند کپسول کبد یا طحال . کپسول فیبروزه پیرامون کبد را کپسول گلیسون مینامند. کپسول بومن (Bowman's capsules or glomerular capsules) در کلیه و کپسول مفصلی در اطراف مفصل مشاهده می‌شود. کپسول در اطراف بافتهای تومورال نیز مشاهده می‌شود.